# Hrastelnica
Hrastelnica är en ort i Kroatien.   Den ligger i länet Moslavina, i den nordöstra delen av landet, 50 km sydost om huvudstaden Zagreb. Hrastelnica ligger 98 meter över havet och antalet invånare är 951.
Terrängen runt Hrastelnica är mycket platt. Runt Hrastelnica är det ganska glesbefolkat, med 22 invånare per kvadratkilometer. Närmaste större samhälle är Sisak, 5,0 km sydväst om Hrastelnica. Trakten runt Hrastelnica består till största delen av jordbruksmark.